# Đài phát thanh - truyền hình Trung ương Liên Xô
Đài phát thanh - truyền hình Trung ương Liên Xô (tiếng Nga: Центральное телевидение Гостелерадио СССР, viết tắt: ЦТ СССР) là tên gọi tổ chức xây dựng và quản lý lĩnh vực truyền thông đa phương tiện trên toàn quốc gia Liên Xô.
Cơ quan này ban đầu trực thuộc Bộ Văn hóa Liên Xô, tồn tại cùng với truyền hình địa phương các nước Cộng hòa tự trị, khu vực và thành phố kể từ đầu những năm 1950 cho đến năm 1991.

### Lịch sử
Vào ngày 1 tháng 5 năm 1931, lần truyền hình thử nghiệm đầu tiên của truyền hình cơ học không có âm thanh đã diễn ra ở Liên Xô. Vào ngày 1 tháng 10 năm 1931, Ủy ban Phát thanh Liên Xô đã ra mắt Đài truyền hình Gorky trên sóng trung bình , phát sóng hàng ngày bằng âm thanh trong 30 phút mỗi ngày và sau đó phát sóng 12 lần một tháng với thời lượng 60 phút. Vào tháng 12 năm 1933, việc phát sóng truyền hình ở Moscow đã ngừng hoạt động do việc tạo ra truyền hình điện tử được coi là có triển vọng hơn . Tuy nhiên, do ngành công nghiệp vẫn chưa làm chủ được thiết bị truyền hình mới nên việc truyền sóng trung bình được nối lại vào ngày 11 tháng 2 năm 1934. Vào ngày 11 tháng 2 năm 1934, Ban Truyền hình Mátxcơva của Ủy ban Phát thanh Liên Xô được thành lập. Năm 1938, chương trình phát sóng truyền hình điện tử thử nghiệm đã diễn ra .

### Trung tâm truyền hình Mátxcơva (1939-1949)
Vào ngày 10 tháng 3 năm 1939, trong khuôn khổ Đài phát thanh toàn Liên minh, MTC được thành lập , kênh này ra mắt kênh truyền hình cùng tên trên sóng siêu ngắn, bao gồm cả các chương trình phát sóng từ trung tâm truyền hình Leningrad. Vào ngày 1 tháng 4 năm 1941, ITC ngừng phát sóng trên sóng trung  . Sau khi Chiến tranh Vệ quốc vĩ đại bùng nổ , việc phát sóng bị dừng lại, tiếp tục vào ngày 7 tháng 5 năm 1945 và bắt đầu phát sóng đều đặn vào ngày 15 tháng 12. Vào tháng 12 năm 1948, Trung tâm Truyền hình Mátxcơva đã đình chỉ truyền tải trong quá trình tái thiết.

### Cục phát thanh truyền hình Mátxcơva (1949-1951)
Năm 1949, ITC bị loại khỏi Ủy ban Phát thanh Liên Xô và trực thuộc Bộ Truyền thông , nhưng chỉ còn lại các chức năng kỹ thuật và việc sản xuất các chương trình phát sóng được chuyển cho Cục Phát thanh Truyền hình Moscow, nơi vẫn là một phần của Ủy ban Phát thanh Liên Xô. ; vào ngày 16 tháng 6 năm 1949, việc phát sóng được chuyển sang tiêu chuẩn đường truyền 625.

### Hãng phim Truyền hình Trung ương (1951-1957)
Vào ngày 22 tháng 3 năm 1951, TsST được thành lập như một phần của Ủy ban Phát thanh Liên Xô , bắt đầu phát sóng trên tần số Truyền hình Gorky. Vào ngày 1 tháng 1 năm 1955, CST phát sóng hàng ngày. Vào ngày 14 tháng 2 năm 1956, Cục Phát thanh Liên Xô phát động chương trình TsST thứ hai (Moskva) ; các chương trình phát sóng của nó chỉ được phát vào buổi tối và chủ yếu dành cho người dân Moscow và khu vực Moskva.

### Giờ
Đồng hồ được hiển thị với nền xanh thẫm cùng các con số màu vàng (hoặc trắng) và không có âm thanh. Đến năm 1991, đồng hồ hiển thị thêm phần quảng cáo.

## Lịch sử hình thành và phát triển

### Tổng giám đốc
- 1951 - 1957: Vladimir Spiridonovich Osminin
- 1957 - 1960: Georgy Aleksandrovich Ivanov
- 1960 - 1980: Pyotr Ilyich Shabanov

## Phát sóng

### Lịch phát sóng
Dòng máu anh hùng (Liên Xô)

### Danh sách các chương trình phát sóng
Thứ 2; thứ 4; thứ 6 cả ngày